# Theodor Szehinskyj
Theodor Szehinskyj (* 14. Februar 1924 in Malnow, Polen; † 2014) war Mitglied eines SS-Totenkopf-Bataillons und wurde in drei Konzentrationslagern eingesetzt. Er sollte vom US-Justizministerium wegen seines Dienstes für das NS-Regime während des Zweiten Weltkrieges im Jahr 2000 aus den USA ausgewiesen werden, allerdings bis 2014 nicht abgeschoben.
Theodor Szehinskyj Familie war ukrainischer Volkszugehörigkeit. Er wuchs auf dem Hof seiner Eltern auf und arbeitete dort mit. Nach der Kollektivierung der Landwirtschaft durch die Sowjets verließ er den elterlichen Hof. Im Dezember 1941 zog er nach Lemberg um Arbeit zu suchen. Er fand schließlich Arbeit in als Holzfäller. Im Februar 1942 nahmen deutsche Soldaten ihn und eine Gruppe anderer Jugendlicher in Lemberg fest. Er wurde zur Zwangsarbeit nach Krems an der Donau transportiert. Er arbeitete auf einem Bauernhof, dessen Bauer in der Wehrmacht diente. Das Kremser Arbeitsamt vermerkte auf seiner Arbeitskarte als Enddatum den 31. Januar 1943. Vom 15. Januar 1943 bis Frühjahr 1945 diente er in der zur Waffen-SS gehörenden SS-Totenkopfdivision in den KZs Groß-Rosen, Sachsenhausen und Warschau. Er war vermutlich an dem Transport der Häftlinge vom KZ Sachsenhausen in das KZ Mauthausen kurz vor Kriegsende 1945 beteiligt. 1950 emigrierte Szehinskyj mit seiner Frau und seiner Tochter in die Vereinigten Staaten. Er arbeitete zunächst auf einem Bauernhof im York County in Pennsylvania. Das Delaware County Court of Common Pleas bürgerte ihn am 13. März 1958 als US-Staatsbürger ein. Er trat 1984 in den Ruhestand. Seine US-Staatsbürgerschaft wurde ihm 2000 entzogen. 2003 sollte seine Abschiebung erfolgen.